# Zdzisław Jankiewicz
Zdzisław Kazimierz Jankiewicz (ur. 18 czerwca 1933 w Grodzeniu) – polski inżynier, nauczyciel akademicki w Wojskowej Akademii Technicznej, profesor nauk technicznych, pułkownik Wojska Polskiego.

## Życiorys
Absolwent Fakultetu Łączności Wojskowej Akademii Technicznej – inżynier (1955) na podstawie pracy pt. Radiostacja z modulacją kodowo-impulsową oraz magister inżynier (1957) na podstawie pracy pt. Wpływ warunków atmosferycznych scharakteryzowanych indeksem M na rozchodzenie się fal troposferycznych. Stopień doktora nauk technicznych uzyskał w 1968 w macierzystej uczelni na podstawie rozprawy pt. Optyczne pobudzanie mikrofalowych wzmacniaczy kwantowych. W 1972 uzyskał w tej samej uczelni stopień (etat) docenta, a w 1980 stopień doktora habilitowanego na podstawie monografii pt. Generacja serii impulsów laserowych metodą stopniowego wyłączania strat rezonatora. W 1983 otrzymał tytuł naukowy profesora.
Przez całą karierę zawodową związany z Wojskową Akademią Techniczną. W latach 1955–1972 pracownik naukowo-dydaktyczny w Katedrze Radiotechniki (kierownik pracowni, kierownik zespołu). W latach 1972–1975 pracował w Instytucie Elektroniki Kwantowej (zastępca komendanta instytutu).
W tym czasie (1968-1976) jako zastępca Komendanta Instytutu kierował Zespołem Laserów Dużej Mocy i Energii, który zbudował laser dla gen. dyw. prof. Sylwestra Kaliskiego, za pomocą którego w 1973 zarejestrowane zostały neutrony syntezy termojądrowej.
W latach 1975–1980 pracował w Instytucie Układów Mikrofalowych i Laserowych (zastępca szefa instytutu ds. naukowych). W 1980 objął stanowisko szefa nowo utworzonego Instytutu Optoelektroniki Wydziału Elektroniki WAT. Był inicjatorem oraz głównym współorganizatorem procesu dydaktycznego dla studentów tej specjalności. W związku z decyzją Ministra Obrony Narodowej w 1992 o wydzieleniu Instytutu Optoelektroniki z Wydziału Elektroniki WAT, zostaje jego komendantem i pełni tę funkcję do czasu włączenia IEK WAT (Instytutu Elektroniki Kwantowej WAT) do IOE WAT (Instytutu Optoelektroniki WAT) w 1994. W Instytucie Optoelektroniki pracował na stanowisku profesora zwyczajnego aż do przejścia na emeryturę w 2021.
W latach 1994–2020 współpracował również z Instytutem Technologii Materiałów Elektronicznych (ITME) w Warszawie na stanowiskach Kierownika dwóch PBZ (Programów Badawczych Zamawianych w latach 1994–2007) oraz doradcy dyrektora (2007-2020).
Od 1954 zdobywał kolejne stopnie oficerskie: podporucznik (1954), kapitan (1955), major (1960), podpułkownik (1968) i pułkownik (1970).
Członek towarzystw naukowych, w tym m.in. członek zwyczajny Towarzystwa Naukowego Warszawskiego (Wydział VI Nauk Technicznych), członek założyciel i członek honorowy Polskiego Towarzystwa Sensorowego, wieloletni członek Komitetów Meteorologii i Aparatury Naukowej oraz Elektroniki i Telekomunikacji Polskiej Akademii Nauk, członek założyciel i wieloletni wiceprzewodniczący Polskiego Komitetu Optoelektroniki SEP.
Współorganizator większości konferencji naukowych i szkół z tematyki optoelektroniki. Autor i współautor ponad 290 publikacji naukowych i szkół z tematyki optoelektroniki, a także 15 patentów. Promotor 15 obronionych prac doktorskich.

## Ważniejsze nagrody i odznaczenia

### Nagrody
- Zespołowa Nagroda Państwowa I st.
- Zespołowa Nagroda Państwowa II st.
- Wpis do „Złotej Księgi Dokonań Wojskowej Akademii Technicznej”
- Zespołowe Nagrody Resortowe – 7
- Liczne indywidualne i zespołowe Nagrody Rektora WAT

### Odznaczenia
- Krzyż Oficerski Orderu Odrodzenia Polski (1987)
- Krzyż Kawalerski Orderu Odrodzenia Polski (1973)
- Krzyż Zasługi (1968)
- Medal Komisji Edukacji Narodowej (1994)
- Liczne medale pamiątkowe MON, WAT i LOK